# Rumex algeriensis
Espèce
Classification phylogénétique
Statut de conservation UICN

 EN B2ab(iii,v); D : En danger
Rumex algeriensis est une plante herbacée de la famille des Polygonaceae.

## Description
Cette description est basée sur Quezel & Santa, 1962.
- Port général : plante herbacée, vivace, à souche épaisse, à tiges élevées, de 80-130 cm.
- Appareil végétatif : feuilles arrondies, cordées ou atténuées à la base. Étroites, très longues (15-35 × 2-3 cm).
- appareil reproducteur : inflorescence très feuillée, glabre. Valves fructifères longues de 5-6 mm ± crénelées sur les bords. Cal présent sur une seule valve. Floraison entre avril et juin.

## Distribution
Le Rumex algeriensis est une plante endémique algérienne.
Elle était présente dans trois stations près d'Alger, mais deux d'entre elles ont disparu et la persistance dans la troisième doit être vérifiée.
Elle est également présente en Numidie (Nord-est de l'Algérie) dans la région d'Annaba, où elle est assez rare, selon l'UICN : trois ou quatre stations, composées de 2 ou 3 individus, voire d'un seul. Elle y aime les sols argileux lourds d'origine alluviale ou hydromorphes colluviaux, le long des ruisseaux, des fossés et dans les marais et les dayas des plaines sub-littorales.

## Statut
Étant donné une première estimation de sa faible densité et le peu de stations identifiées, mais également les menaces pesant sur les habitats, l'UICN considère cette espèce comme étant en danger. 
Elle est protégée en Algérie par décret présidentiel.
Selon certaines observations et publications scientifiques (Abidi et al., 2020 ; Ammar et al., 2020), l'espèce reste assez présente dans la région d'Annaba et d'El-Tarf avec des populations sous-estimées par l'IUCN, ce qui nécessite un changement et une réévaluation de son statut. L'herbier de Gérard de Bélair présente justement plusieurs emplacements connus pour l'espèce, ce qui atteste de sa forte présence dans la région.

## Synonymes
La liste des synonymes est donnée par la base de données des plantes d'Afrique.
- Rumex algeriensis var. hipporegianus Batt. (1919)
- Rumex crispus var. elongatus auct. Afr. N. non Guss.
- Rumex elongatus auct. non Guss.